# Tamerlan (Vorname)
Tamerlan ist ein männlicher Vorname.
Er geht auf den Mongolen Timur (eig. Temür) zurück, genauer: auf die Bezeichnung „Tamerlan“, die aus der aus dem Persischen stammenden Bezeichnung Timur Leng entstanden ist. Temür bedeutet „Eisen“, das persische „Timur Leng“ bedeutet „Temür der Lahme“.

## Namensträger
- Tamerlan Garayev (* 1952), aserbaidschanischer Diplomat
- Tamerlan Ruslanowitsch Tmenow (* 1977), russischer Judoka
- Tord Tamerlan Teodor Thorell (1830–1901), schwedischer Arachnologe
- Tamerlan Zarnajew (1986–2013), russischer Boxer und gilt als einer der Akteure des Anschlags auf den Boston-Marathon im Jahr 2013